# Peromyscus pembertoni
Espèce
Statut de conservation UICN

 EX  : Éteint
Peromyscus pembertoni, communément appelé Souris de Pemberton ou Souris à pattes blanches de Pemberton, est une espèce de rongeurs de la famille des Cricétidés, aujourd'hui éteinte.

## Étymologie
Son nom spécifique, pembertoni, lui a été donné en l'honneur de John Roy Pemberton (1884–1968).